# DRK-Nordsee-Kurzentrum Friesland

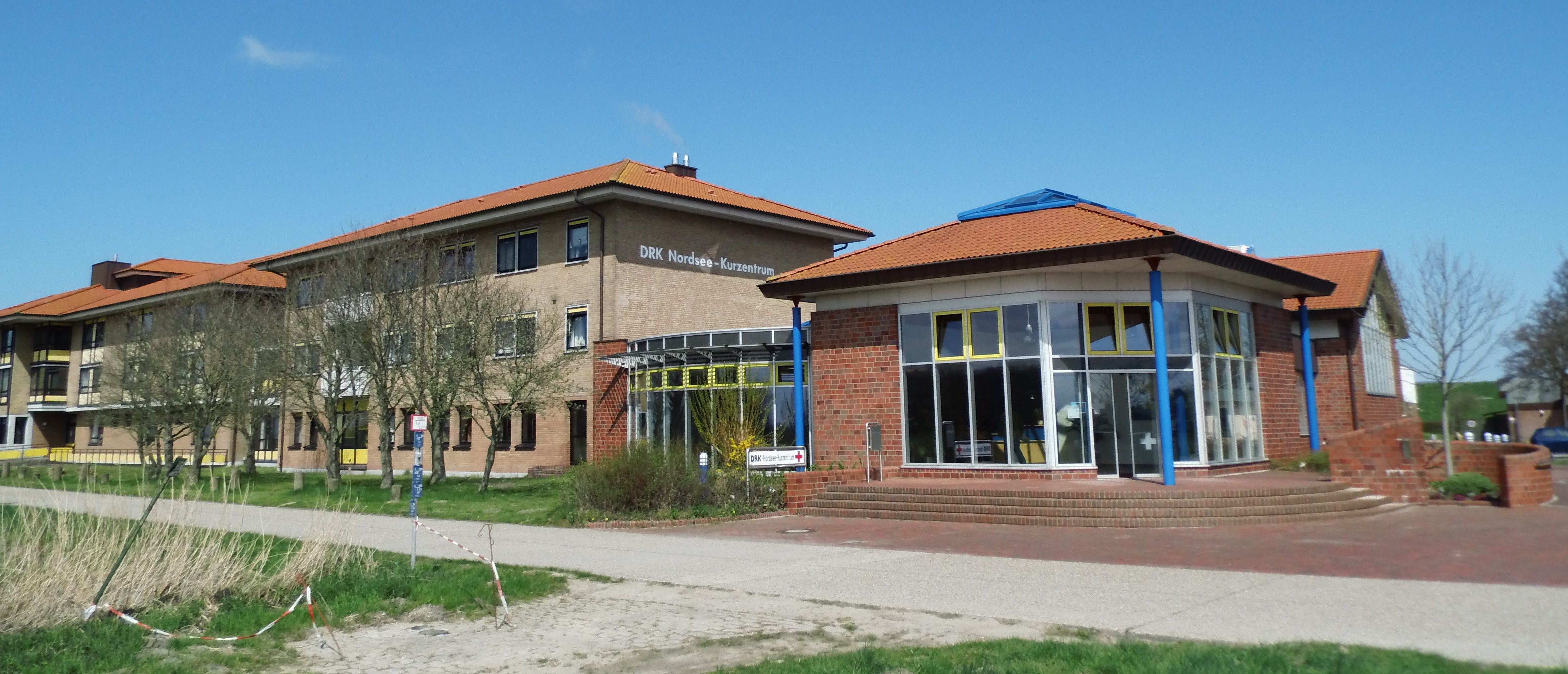
DRK Nordsee-Kurzentrum Schillig

 Das DRK Nordsee-Kurzentrum Friesland ist seit 1951 eine Kureinrichtung der Vorsorge und Rehabilitation des DRK-Landesverbandes Oldenburg in Schillig, Gemeinde Wangerland.

## Militärische Vornutzung des Geländes
Der militärische Ausbau der Stadt Wilhelmshaven, der mit ihr verbundenen kriegswichtigen Kaiserlichen Werft in Wilhelmshaven und der Erste Weltkrieg machten die Sicherung der Einfahrtswege des Jadebusens zwingend notwendig. Dazu wurden u. a. in Schillig und Horumersiel insgesamt vier Verteidigungsbatterien errichtet, die sogenannten Siel-, Watt-, Deich- und Wiesenbatterien. Die Unterkünfte der Soldaten und Offiziere, inklusive eines Offizierskasinos, befand sich dabei auf dem heutigen Gelände des DRK-Nordsee-Kurzentrums Friesland. Die Material- und Waffenversorgung dieser Verteidigungsstellungen erfolgte durch die Marinebahn Hohenkirchen–Schillig. Später wurde das Gelände mit den Unterkunftsbaracken durch die Wehrmacht bis zum Ende des Zweiten Weltkrieges genutzt. Ab Sommer 1946 dienten die ehemaligen Wehrmachtsbaracken der Aufnahme von Flüchtlingen.

## Geschichte des DRK-Nordsee-Kurzentrums Friesland
Zunächst betreute der DRK-Kreisverband Friesland seit 1946 eine Vielzahl von Waisenkindern in ehemaligen Marineunterkünften in einem DRK-Kinderheim mit 1.000 Betten in Breddewarden (heute ein Ortsteil von Wilhelmshaven). Im Mai 1947 ist dieses Lager mit 700 Personen belegt (vor allem „Erholungskindern aus allen Landesteilen der britischen Zone, aus Waisen- und Heimkindern und kriegsvertriebenen alten Menschen aus dem Osten“). Die Zahl dieser elternlosen Kinder stieg rasch auf über 500 an, von denen im Laufe der nächsten Jahre 300 wieder ihren Eltern zugeführt werden konnten, 200 dagegen waren als Waisen Dauerheimkinder. 1948 „gehört Breddewarden zu den größten Kinderheimen in Deutschland“. Nachdem die Betreuung durch den DRK-Kreisverband aus finanziellen Gründen nicht mehr möglich war (Fehlbetrag 1949: 74.000 DM), entschloss sich der DRK-Landesverband Oldenburg die Betreuung der Kinder weiterzuführen. Zu diesem Zeitpunkt (1950) wurden 180 Stammkinder, 60 alte Flüchtlinge und im Sommer Ferienkinder betreut.
Der Landesverband erhielt die Genehmigung, ein Kinderheim auf dem Gelände des ehemaligen Wehrmachtslagers Schillig einzurichten. Die Eröffnung fand im April 1951 statt. Zunächst wurden 120 Kinder betreut; eine Erweiterung auf eine Kinderzahl von 500 wurde bereits bei der Eröffnung geplant. Diese Erweiterung sollte durch den McCloy-Fond erfolgen. Gegen Ende der 1950er Jahre erfolgte die Umwandlung des Heims für Waisenkinder in das Kindererholungsheim Friesland.
Da die Bundesrepublik Deutschland Eigentümerin des Grundstückes blieb und noch nicht abzusehen war, ob die inzwischen neu aufgestellte Bundeswehr die Anlage nicht selbst wieder benötigen würde, blieb alles, was hier neu aufgebaut oder modernisiert wurde, ein Provisorium. In langwierigen und schwierigen Verhandlungen, die der damalige Präsident des DRK-Landesverbandes Oldenburg, Staatssekretär a. D. Ekhard Koch, mit den Bundesbehörden führte, kam es im Juli 1968 zum Vertragsabschluss, durch den das nahezu 32.000 m² große Gelände in Schillig für 250.000 DM in das Eigentum des Landesverbandes Oldenburg überging.
Ab 1969 begann man damit, Teile der alte Barackengebäude abzureißen und durch Neubauten zu ersetzen. Im Jahr 1972 konnte ein neues, dreigeschössiges behindertengerechtes Kurmittelhaus mit Liegehalle und einem Badehaus mit Meerwasser-Schwimmbecken feierlich eröffnet werden. Für diese Neu- und Erweiterungsbauten wurden 2,2 Millionen DM investiert. Die Belegungsmöglichkeit wurde damit auf 120 Behinderte und 100 gesunde Kinder ausgeweitet. Gemeinsame Kuren von behinderten und nichtbehinderten Kindern trugen dazu bei, Vorurteile gegenüber Behinderten abzubauen. Die hohe Anzahl an durchgeführten Kurdurchgängen machte in den Folgejahren immer wieder Ausbesserungs- und Umbauarbeiten notwendig. Der Kurschwerpunkt verlagerte sich weiter auf adipöse sowie Kinder mit Atem- und Hautproblemen.
Größere Umbauarbeiten fanden 1976/1977 sowie 1981/1982 statt; hierbei wurden insbesondere eine behindertengerechte Kindertagesstätte und zwölf weitere Mutter-Kind-Appartements für eine Gesamtsumme von über 2 Millionen DM errichtet.

## Indikationen
Das Kurzentrum ist eine Mutter-/Kind-Kur-Einrichtung der Vorsorge und Rehabilitation.
Hauptindikationen zur Rehabilitation von Müttern sind psychosomatische und psychovegetative Erkrankungen.
Im Bereich der Vorsorge bei Mütter sind es Erkrankung der Atmungsorgane, degenerativ-rheumatische Erkrankungen sowie Stoffwechselerkrankungen.

Für Kinder sind die Hauptindikationen zur Vorsorge vor allem Stoffwechsel- und Hauterkrankungen sowie Erkrankungen der Atmungsorgane. Schwerpunktangebote und -Maßnahmen werden für Kinder mit Handicap, Familien mit Migrationshintergrund und für kinderreiche Familien angeboten.
Als besondere Kostformen werden vegetarische oder vegane, glutenfreie Kost, medizinische Sonderkostformen sowie religiöse Kostformen und bei Bedarf bzw. nach Indikation Reduktionskost angeboten.
Während im Jahr 1978 675 Personen an einer Mutter-Kind-Kur in Schillig teilnahmen waren es im Jahr 2013 902 Mütter mit insgesamt 1.638 Kindern; dies entspricht 50.662 Belegungstagen.
Die Kuren werden überwiegend durch die Gesetzliche Krankenversicherungen übernommen. Bei Finanzierungsschwierigkeiten kann die Oldenburgische Rotkreuzstiftung „Dieter Holzapfel“ unterstützend tätig werden.

## Offizierskasino

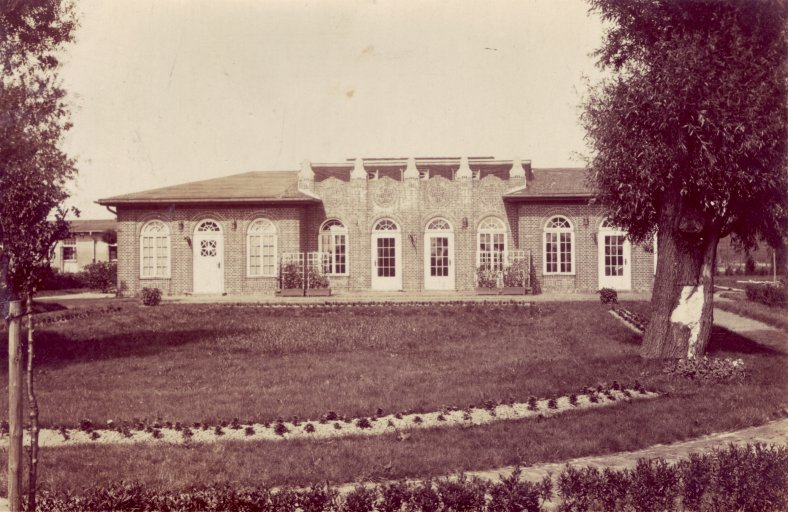
Kasino Schillig (um 1917)

Der vormals als Offizierskasino der Kaiserlichen Marine genutzte Bau aus dem Jahr 1904 diente im Laufe der Zeit verschiedenen Funktionen. So zunächst nach dem Ende des Ersten Weltkrieges als Krankenstation.

Pfingsten 1947 wurde im ehemaligen Kasino ein Gottesdienstraum vom bischöflichen Offizial Johannes Pohlschneider geweiht. Der Tabernakel sowie dringend benötigte Stühle dieser Behelfskirche stammten von der Schilliger Patengemeinde Lutten (Landkreis Vechta), die ihre Gaben als Kartoffelsendung deklarierte und nach Schillig schickte. Der erste Gottesdienst wurde durch den aus Oberschlesien vertriebenen Pfarrer Hugo Springer am 29. Juni 1948 durchgeführt. Weitere Gottesdienste fanden regelmäßig bis zur Einweihung des DRK-Kinderheimes im Jahr 1951 dort statt; später nur noch vereinzelt zu besonderen Anlässen.

In den 1970er und 1980er Jahren wurde das Kasino zwischenzeitlich auch als Heimleiterwohnung benutzt.
Nach grundlegenden Renovierungen in den 1980er und 2010er Jahren wird das ehemalige Kasino heute als Klinikschule genutzt. Beschult werden hier Kurkinder aller Altersgruppen mit qualifiziertem kurbegleitenden Schulunterricht durch eine Grund- und Hauptschullehrerin.
Auch finden hier im Schulungszentrum interne Aus- und Fortbildungsmaßnahmen des DRK-Landesverbandes Oldenburg statt.

## Umgebung
In unmittelbarer Umgebung des Kurzentrums befindet sich die Jugendherberge Schillig, das AWO-Ferien- und Erholungszentrum Schillig und das Landschaftsschutzgebiet Wiesenbatterie Schillig.